# 후지 (우주선)

후지의 구성

후지(일본어: ふじ)는 2001년 12월 제안된 일본의 캡슐형 유인 우주선 구상이었다. 후지 구상은 채택되지 않았다.

## 개요

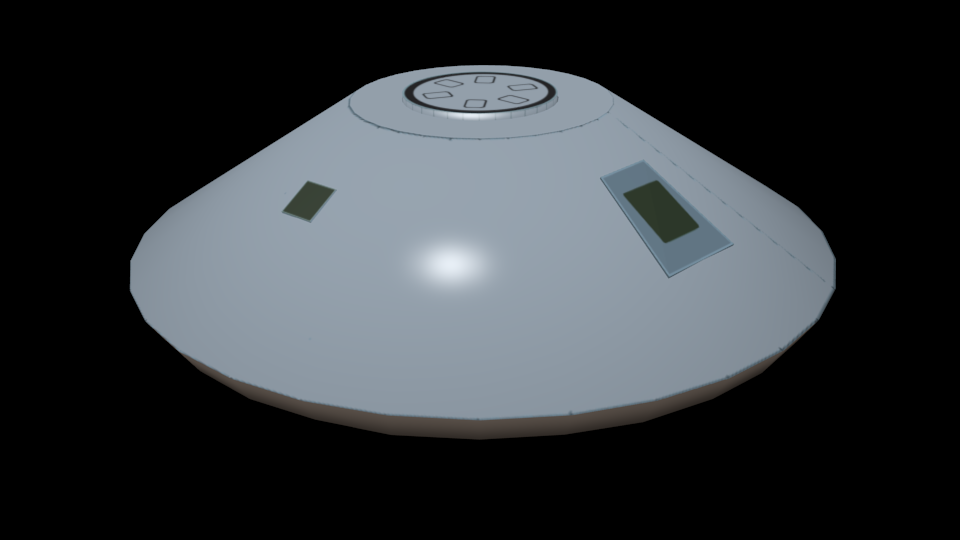
후지의 코어 모듈

2001년 당시 일본의 우주인 계획은 미국의 우주왕복선 계획에 의존하고 있었으며, 단기 및 중기적으로는 독자적인 유인 우주선의 개발이 어려웠다. 우주왕복선이나 HOPE-X 등 RLV의 사용에 대한 제안이 이루어졌다.
일본 정부에서 일본 우주항공연구개발기구 아래로 우주 계획을 재편성하면서 후지 우주선 계획이 제안되었다. 2003년 컬럼비아 우주왕복선 공중분해 사고로 재사용형 발사체의 안전성에 대한 우려가 제기되었고, 일본 우주항공연구개발기구가 캡슐형 우주선을 상대적으로 빠른 기간인 8년 안에 개발이 가능할 것이라고 예측한 데에 따른 것이다.
후지 우주선은 대기권 진입 등의 기술을 이용해 안전성을 보장하도록 설계되었다. 대기권 진입이 이루어지면 후지의 캡슐은 낙하 제어와 착륙을 위해 낙하산과 GPS 기반 위치 제어 체계를 사용하게 될 계획이었다.
후지의 개발은 비용 절감, 기술 발전 지원, 잠재적 시장 확대를 위해 오픈 아키텍처 방식으로 이루어졌다. 기술자들은 특히 기계, 전기, 열제어 계통의 정보를 서로 공개하여 검토를 받았다.
후지의 발사에는 H-IIA뿐 아니라 다른 발사체도 이용될 계획이었다.
후지 계획을 통해 우주여행과 우주정거장, 달, 소행성 등으로의 비행 또한 구상되었다.

## 같이 보기
- H-IIA
- HOPE-X
- 소유스

## 참고 문헌
- 마쓰우라 신야(일본어: 松浦晋也), 『われらの有人宇宙船:日本独自の宇宙輸送システム「ふじ」』, 쇼카보(일본어: 裳華房), 2003년 9월. ISBN 4-7853-8758-0.